# Кьяруджи, Лучано
Луча́но Кьяру́джи (итал. Luciano Chiarugi; род. 13 января 1947, Понсакко, Италия) — итальянский футболист, нападающий. Известен по выступлениям за итальянские клубы «Фиорентина» и «Милан».

## Карьера
В качестве игрока Кьяруджи начал карьеру в клубе «Фиорентина», и провёл в ней половину своей карьеры, вместе с «Фиорентиной» он стал чемпионом Италии в сезоне 1968/69 и завоевал Кубок Италии в сезоне 1965/66. В 1972 году за 400 миллионов лир был куплен «Миланом», вместе с которым стал обладателем Кубка Италии в 1973 году, и в том же году победил в розыгрыше Кубка обладателей кубков, причём Кьяруджи с 7 мячами стал лучшим бомбардиром турнира. В дальнейшем выступал за такие известные клубы как «Наполи», «Сампдория» и «Болонья», но титулов больше нигде не завоёвывал. Завершил карьеру игрока в 1985 году в клубе «Массезе». Будучи игроком «Фиорентины» и «Милана» призывался в национальную сборную, в которой дебютировал 22 ноября 1969 года в матче со сборной ГДР, всего в составе сборной провёл 3 матча, голов в которых не забивал.
Завершив игровую карьеру стал тренером юношеских команд «Фиорентины», в разные годы трижды становился исполняющим обязанности главного тренера взрослой команды. В 2007 году возглавил на один сезон клуб Серии С2 «Поджибонси».

## Достижения
- Чемпион Италии (1): 1968/69
- Обладатель Кубка Италии (2): 1965/66, 1972/73
- Обладатель Кубка Митропы (1): 1966
- Обладатель Кубка обладателей кубков (1): 1972/73
- Лучший бомбардир Кубка обладателей кубков (1): 1972/73